# Хрест Левенфельда
Знак за заслуги 3-ї морської бригади фон Левенфельда (Bewährungsabzeichen der 3.Marinebrigade von Loewenfeld), відомий також як Хрест Левенфельда (Loewenfeld Kreuz) — неофіційна нагорода Веймарської республіки.

## Історія
Хрест був заснований командиром 3-ї морської бригади Вільфрідом фон Левенфельдом спеціальним розпорядженням по Бригаді № 12 від 19 червня 1920 року (пункт № 3). Ця нагорода була заснована вже після розформування фрайкора, яке формально відбулося 7 травня 1920 року. Більш того, незважаючи на вищезазначене число (19 червня), «офіційною датою» установи нагороди ретроспективно вважається 31 травня 1920 року - в пам'ять про найбільшу морську битву Першої світової війни в Північному морі між німецьким і британським флотами — Ютландську битву. І саме в той день, 31 травня 1920 року Вільфрід фон Левенфельд прийняв прощальний парад військовослужбовців вже розпущеного на той час фрайкора.
Спеціальна комісія, що складалася з офіцерів 3-й військово-морської бригади, займалася розглядом різних проектів хреста, поки перевагу не було віддано проекту лейтенанта флоту Коллінза. Хрест був виготовлений берлінською фірмою Пауля Кюста.

## Підстави для нагородження
Хрест  1-го класу вручався всім колишнім фрайкоровцам після 6 місяців бездоганної служби, а 2-го класу — після трьох місяців.

## Опис нагороди
Знак за заслуги 3-й Морський бригади фон Левенфельда поєднує форму прусського Залізного хреста і символіку Добровольчого корпусу.
Знаки розміром 40 х 40 мм штампувалися з бронзи з подальшим золоченням як аверсу, так і реверсу.

### Хрест 1-го класу
Аверс має зернисту поверхню і поліровані канти. На центральну частину хреста накладено вінок з лаврового (зліва) і добових (праворуч) гілок, обвитий по обидва боки трьома смужками стрічок. У свою чергу, поверх вінка накладено якір з канатом. На верхньому і нижньому променях хреста вказано дату: «31 травня» ( «31.Mai»), виконана прописними буквами зверху, і «1920» внизу. На лівому промені хреста ближче до його центру розташована літера «v.» (Скорочення від приставки «фон»), а симетрично їй справа - «L.» (скорочення від «Левенфельд»).
Реверс був гладким, зі штампованим в центрі клеймом виробника в чотири горизонтальні рядки прописними літерами: «Nr.317 / Ges [etz]. Geschützt / P.KüstBerlinC.19 / Seydelstr [aße] .19.A ». У той же час відомі досить рідкісні екземпляри, на яких зазначене клеймо розташовувалося вертикально.

### Хрест 2-го класу
Знак 2-го класу аналогічний знаку 1-го класу, але носився на стрічці. Вушко для кріплення кільця стрічки висотою 4 мм припаюють перпендикулярно площині Знака.
Стрічка фамільних кольорів фон Левенфельдів: жовта шовкова шириною 25 мм з широкою 8 мм чорною смугою в центрі і двома вузькими 1 мм чорними з боків.

## Порядок носіння
Знак 1-го класу випуклої форми носився на лівій стороні кітеля, до якої кріпився за допомогою вертикальної шпильки з ловлять гаком, припаяних до реверсу. Випускалися також Знаки приватного виробництва з кріпленням за допомогою двох гвинтів і притискної пластини.
Знак 2-го класу носиться на стрічці в групі інших нагород на лівій стороні грудей, після всіх державних нагород.

## Посвідчення
Колишнім військовослужбовцям Бригади вручали віддруковане в друкарні міста Падерборн нагородні посвідчення, в яке від руки заносилися звання, ім'я та прізвище ветерана. Клас хрестане вказувався, проте вручну зазначалося, за який період служби у фрайкорі той удостоювався нагороди: ½ року, тобто 1-й клас, або ¼ року — 2-й клас. Документ скріплюється круглою печаткою фрайкора і факсиміле Вільфріда фон Левенфельда. Як дати і місця видачі посвідчень значилося «Зеннелагер 30 червня 1920 р.».
Всього було випущено 6 000 хрестів 1-го і 2-го класів.

## Місце в ієрархії нагород
Знаки носили статус пам'ятних громадських нагород.
Згідно з Додатком до Закону про державні нагороди Третього Рейху від 7 квітня 1933 року, затвердженим 15 травня 1934 року народження, а також на підставі Розпорядження про вступ в силу цього доповнення від 14 листопада 1935 року, носіння «Хрестів Левенфельда» було заборонено.

## Відомі нагороджені
| Звання                    | Ім'я нагородженого                     |
| ------------------------- | -------------------------------------- |
| Генерал-адмірал           | Рольф Карльс                           |
| Адмірал                   | Герман фон Фішель                      |
| Адмірал                   | Еріх Ферсте                            |
| Адмірал                   | Вільгельм Канаріс                      |
| Адмірал                   | Рауль Мевіс                            |
| Адмірал                   | Губерт Шмундт                          |
| Віце-адмірал              | Лотар фон Арно де ла Пер'єр            |
| Віце-адмірал              | Фрідріх Фрізіус                        |
| Віце-адмірал              | Вальтер Фреліх                         |
| Віце-адмірал              | Карл Кауфманн                          |
| Віце-адмірал              | Людвіг Каульгаузен                     |
| Віце-адмірал              | Вільфрід фон Левенфельд                |
| Віце-адмірал              | Фрідріх Ріфе                           |
| Віце-адмірал              | Курт Злефогт                           |
| Віце-адмірал              | Рудольф Штанге                         |
| Віце-адмірал              | Ганс Штовассер                         |
| Віце-адмірал              | Лео Крайш                              |
| Контр-адмірал             | Ганс Карл Меєр                         |
| Контр-адмірал             | Карл-Єско фон Путткамер                |
| Контр-адмірал             | Ганс-Еріх Фосс                         |
| Контр-адмірал             | Карл Вебер                             |
| Контр-адмірал             | Пауль-Віллі Ціб                        |
| Фрегаттен-капітан         | Карл-Зіґфрід фон Георг                 |
| Генерал авіації           | Фрідріх Хрістіансен                    |
| Генерал авіації           | Ральф Веннінгер                        |
| Генерал-лейтенант авіації | Вільгельм Шмальц                       |
| Генерал-лейтенант авіації | Принц Генріх XXXVII Ройсс цу Кьостріц  |
| Генерал-майор авіації     | Ганс Раух                              |
| Генерал-майор авіації     | Отто Шредер-Цоллінгер                  |
| Оберфюрер СС              | Барно Кассіус фон Монтіньї             |
| Штандартенфюрер СС        | Отто Бінге                             |
| Группенфюрер СА           | Граф Генріх Георг Фінк фон Фінкенштайн |
| Бригадефюрер СА           | Ганс Рамсгорн                          |